# Nicolas Dougall
Nicolas Dougall (21 de noviembre de 1992) es un ciclista sudafricano que fue profesional desde julio de 2014 hasta 2018, cuando decidió dejar el ciclismo para pasarse al triatlón.

## Palmarés
- No ha conseguido ninguna victoria como profesional

## Resultados en Grandes Vueltas y Campeonatos del Mundo
Durante su carrera deportiva consiguió los siguientes puestos en las Grandes Vueltas y en los Campeonatos del Mundo en carretera:
| Carrera         | Carrera         | 2014 | 2015 | 2016  | 2017 | 2018 |
| --------------- | --------------- | ---- | ---- | ----- | ---- | ---- |
|                 | Giro de Italia  | —    | —    | —     | —    | —    |
|                 | Tour de Francia | —    | —    | —     | —    | —    |
|                 | Vuelta a España | —    | —    | 154.º | Ab.  | —    |
| Mundial en Ruta | Mundial en Ruta | —    | —    | 18.º  | —    | —    |

—: no participa

Ab.: abandono